# C-Rayz Walz
C-Rayz Walz, född 1979, är en rappare från Bronx, New York. Han är för närvarande medlem i underground-skivbolaget Definitive Jux och hiphop-syndikatet Stronghold från New York. Förutom att ha släppt fyra LP och en EP har han även medverkat i många andra rappares skivor, bland annat Aesop Rock och Immortal Technique, och har arbetat med artister såsom Percee P. Immortal Technique är - enligt Walz själv - den enda emcee som kan hålla sin mark mot Walz i en freestylebattle.
Den 29 juni 2005 medverkade han med Toki Wright på MTV:s serie Made som en "MADE-Coach" för en vithyad tonåring vid namn Nile Greenberg  (son till musikern Steven Greenberg) som ville bli rappare. Detta var premiärepisoden för andra säsongen, och innehöll även artister såsom Ghostface Killah, Snoop Dogg och The Game.